# Улрих фон Бамберг
Улрих (Удалрих) фон Бамберг (на немски: Ulrich (Udalrich) von Bamberg; на латински: Udalricus Babenbergensis; * ?; † вероятно 7 юли 1127) е католически духовниик и хронист в Бамберг. Вероятно той прави богати дарения на катедралната църква и на манастир Михелсберг в Бамберг.
Улрих е известен с произведенията си „Ars dictandi“ („изкуството на писането“), „Epithoma Rhetoricae“, в което обединява произведенията на Цицерон и Марциан Капела. В произведението си „Libellus graecia nobilium“ той се занимава с „учението на стил“ според древните ръкописи.
През 1125 г. Улрих фон Бамберг посвещава главното си произведение „Codex Udalrici“ на Гебхард фон Хенеберг († 1159), епископ на Вюрцбург, съдържащо писмата и документите от ок. 900 г. и служи за обучението на нотари.